# Hollandse leeuwen
Hollandse Leeuwen of Britse Bulldogs is een op tikkertje gebaseerd en sportspel dat vaak wordt gespeeld bij scouting verenigingen in Nederland. In Vlaanderen heet het overlopertje (met tikken) of Dikke Bertha (met optillen). Daarnaast is het populair op schoolpleinen en op sportvelden in Groot-Brittannië, Canada, Zuid-Afrika, Australië en aanverwante landen van het Gemenebest, maar ook in de VS en Ierland. Het doel van het spel is dat één speler probeert andere spelers te onderscheppen die verplicht zijn van het ene aangewezen gebied naar het andere te rennen. Hollandse Leeuwen staat bekend als een ruig spel, dat wil zeggen dat de ontvoerder onvermijdelijk geweld moet gebruiken om te voorkomen dat een speler oversteekt.

## Beschrijving
Meestal worden één of twee spelers – hoewel dit aantal in grote speelvelden hoger kan zijn – geselecteerd als de ‘leeuwen’. De leeuwen staan midden op het speelveld. Alle overgebleven spelers staan aan het ene uiteinde van het gebied (thuis). Het doel van het spel is om van de ene kant van het speelveld naar de andere te rennen, zonder door de leeuwen te worden gepakt. Als een speler wordt gepakt, wordt deze zelf een leeuw. De laatste speler is de winnaar en begint het volgende spel als leeuw.

### Locatie
Het speelveld is flexibel. Het kan gespeeld worden op straat, op een grasveld of een andere geschikte locatie zolang er maar genoeg ruimte is voor alle deelnemers. De geselecteerde locatie bestaat uit één speelgebied, met twee 'thuis'-gebieden aan weerszijden. De thuisgebieden worden meestal gemarkeerd door een lijn of een andere markering.

### Rondes
Elk spel van Hollandse leeuwen bestaat uit een reeks rondes, en het is gebruikelijk om een aantal spellen achter elkaar te spelen met telkens verschillende spelers als leeuwen. Het spel begint met een enkele speler (of soms twee), gekozen als leeuw, die tussen de thuisgebieden staat. De stormloop naar de overkant van het veld wordt gestart doordat de leeuw "Hollandse!" roept. De andere spelers schreeuwen vervolgens "Leeuwen!" rennen tegelijkertijd over het veld en zodra ze hun thuisgebied hebben verlaten, moeten de leeuwen proberen hen te vangen. De gevangen spelers worden ook leeuwen. De ronde wordt vervolgens in de tegenovergestelde richting herhaald totdat alle spelers leeuwen zijn geworden.

### Vangen
Gewoonlijk wordt een speler gevangen doordat hij van de grond wordt getild door de leeuw, of op de grond wordt gedrukt. In sommige varianten moet hierbij ook "Hollandse leeuwen" geroepen worden. Als de loper kan ontsnappen voordat de zin is afgelopen, of als het niet lukt om de loper volledig op te tillen, wordt hij niet als gepakt beschouwd.

### Winnen
Het doel van het spel voor de buldoggen is om alle spelers zo snel mogelijk te vangen, terwijl het doel voor de andere spelers is om zo lang mogelijk niet gepakt te worden. De laatste speler die wordt gepakt, wordt meestal als de winnaar beschouwd.